# Magnézium-bikarbonát
A magnézium-bikarbonát a magnéziumnak két darab hidrogén-karbonát-ionnal alkotott vegyülete. 
Képlete: Mg(HCO3)2
CAS száma: 2090-64-4
Ipari mennyiségben magnézium-hidroxidból állítják elő, ásványként nem bányásszák. Élelmiszerek esetén széles körben alkalmazzák, elsősorban savúságot szabályozó anyagként, E504ii néven. Napi maximum beviteli mennyisége nincs meghatározva, de nagy koncentrációban hasmenést okozhat.